# Квантитативна лінгвістика
Квантитативна лінгвістика (англ. quantitative linguistics) — це розділ загальної лінгвістики й, зокрема, математичної лінгвістики. Квантитативна лінгвістика (КЛ) займається дослідженням процесу вивчення мови, її зміни та сфери застосування, а також структури природних мов. КЛ досліджує мову за допомогою статистичних методів; її кінцева мета — сформулювати закони, за якими функціонує мова і, зрештою, побудувати загальну теорію мови у вигляді сукупності взаємопов'язаних законів функціонування мов Спеціально для цієї мети була створена синергетична лінгвістика (synergetic linguistics). КЛ емпірично ґрунтується на результатах мовної статистики, яка, своєю чергою, може інтерпретуватися як статистика мов або статистика лінгвістичного об'єкта. Ця галузь знань не обов'язково пов'язана з фундаментальними науковими цілями. Корпусна лінгвістика та комп'ютерна лінгвістика також вносять свій внесок у КЛ, поставляючи важливі емпіричні дані.

## Історія
Найбільш ранні концепції КЛ відносяться до давньогрецької і давньоіндійської культури. Один з історичних джерел включає додатки комбінаторики до лінгвістичних реалій, інший ґрунтується на елементарних статистичних дослідженнях, які можна знайти під заголовками колометрія і стихометрія.

## Мовні закони у квантитативній лінгвістиці
У КЛ під законом розуміється клас гіпотез, виведених з теоретичних припущень, математично сформульованих, взаємопов'язаних з іншими законами в цій області й в достатньому обсязі та успішно перевірених на емпіричних даних, тобто таких, які не можна було спростувати попри численні спроби. Khler пише про закони КЛ: «Щобільше, можна показати, що ці властивості лінгвістичних елементів і відносин між ними підкоряються універсальним законам, які можуть бути сформульовані суворо математично також як і закони природничих наук. Потрібно мати на увазі в даному контексті, що ці закони стохастичної природи; вони не дотримуються в кожному окремому випадку (в цьому не було б необхідності та можливості); вони скоріше визначають імовірність подій або кількісні відношення досліджуваних явищ. Легко знайти протилежні приклади кожного з перелічених вище прикладів; однак, ці випадки не порушують відповідних законів, оскільки варіації навколо статистичного середнього не тільки допустимі, але і навіть необхідні; самі вони квантитативно точно визначаються відповідними законами. Ситуація така ж, як і в природничих науках, які вже давно відмовилися від старих детерміністських і каузальних (причинно-наслідкових) поглядів на світ і замінили їх на статистичні/імовірнісні моделі.».

## Деякі мовні (лінгвістичні) закони
Існує цілий ряд мовних законів, серед яких:
- Закон диверсифікації: Якщо лінгвістичні категорії (такі, наприклад, як частини мови або граматичні закінчення) з'являються в різних формах, то можна сказати, що частоти їхньої появи в текстах контролюються певними законами.

- Розподіл довжин (або, в більш загальному вигляді, багатокомпонентності). Дослідження частот різних мовних одиниць з точки зору їхніх довжин в текстах і словниках регулярно призводить до виявлення цілого ряду розподілів, залежно від досліджуваної одиниці. На цей час були вивчені наступні одиниці:
  - Закон розподілу довжин морфів;
  - Закон розподілу довжин ритмічних одиниць;
  - Закон розподілу довжин пропозицій;
  - Закон розподілу довжин складів;
  - Закон розподілу довжин слів[1];

Інші мовні одиниці, які також підкоряються цьому закону, — це, наприклад, букви (символи) різної складності, довжини так званих hrebs і мовних актів. Це ж справедливо і для розподілів звуків (фонів) різної тривалості (довготи).
- Закон Мартіна: Цей закон стосується лексичних ланцюжків, які утворюються при пошуку дефініцій (визначень) слів у словнику, потім дефініцій тільки що знайдених дефініцій тощо. Зрештою всі ці дефініції утворюють ієрархію все більш і більш загальних значень, при цьому дефініцій стає тим менше, чим більш загальне значення виходить. Серед рівнів цієї ієрархії існує цілий ряд підкоряються закону відносин.

- Закон Менцерата (також, в особливості в лінгвістиці, відомий як закон Менцерата-Альтмана): Даний закон говорить, що розміри складових конструкції зменшуються зі збільшенням самої досліджуваної конструкції. Чим довший, наприклад, пропозиція (виміряний кількістю вхідних в його склад підрядних речень), тим коротше входять до його складу придаткові пропозиції (виміряні кількістю слів), або: чим довше слово (в складах або морфем), тим коротше слови або слова у звуках.

- Закони частотно-рангового розподілу: Практично будь-яка мовна одиниця підпорядковується цим закономірностям. Наведемо лише кілька прикладів:
  - Слова в тексті організовані відповідно до частоти їхньої появи в тексті, і кожному з них присвоєно номер рангу і відповідна частота. З часів Джорджа Кінгслі Ципфа (широковідомий закон Ципфа), пропонувалася велика кількість математичних моделей, що описують відносини між рангом і частотою.
  - Можна спостерігати схоже розподіл між рангом і частотою звуків, фонем і букв.
  - Словесні асоціації: Ранг і частота асоціацій реагують на (словесний) стимул.
- Закон зміни мови: Процеси росту в мові (як, наприклад, зростання словника), поширення іноземних та запозичених слів, зміни в флективній системі тощо. підкоряються закону, відомому в КЛ як закон Піотровського, і відповідають моделям зростання в інших наукових дисциплінах. Закон Піотровського — це окремий випадок так званої логістичної моделі (СР з логістичним рівнянням). Було показано, що він зачіпає і процеси засвоєння мови (СР закон засвоєння мови).
- Закон текстового блоку: Лінгвістичні одиниці (напр: слова, літери, синтаксичні функції та конструкції) демонструють певний розподіл частоти в однаково великих блоках текстів.
- Закон Ципфа: Частота слова назад пропорційна їхньому рангу в списках частотності.

## Стилістика
- Вивчення поетичних і непоетичних стилів може ґрунтуватися на статистичних методах, ба більше, можливо проводити відповідні дослідження на основі особливих форм (параметрів), які мовні закони приймають у текстах різних стилів. У таких випадках КЛ проводить дослідження в стилістиці: одна з підсумкових цілей — довести настільки об'єктивно, наскільки це можливо, принаймні в одній області дій існування стилістичного феномена, посилаючись на дію мовного закону. Одне з головних припущень КЛ полягає в тому, що деякі закони (наприклад, закон розподілу довжин слів) вимагають різних моделей, по украй мірі різних значень параметрів закону (розподілів або функцій), залежно від типу тексту, до якого належить цей текст. Якщо вивчаються поетичні тексти, то методи КЛ утворюють піддисципліну, яка називається «квантитативні вивчення літератури» (Стилеметрія).